# 柴田尚
柴田 尚（しばた ひさし、1967年3月14日 - ）は、日本の作曲家、編曲家、ドラマー。神奈川県横浜市出身。

## 来歴
- 1994年10月21日、桐明昇、佐野雅哉、工藤浩二郎とのバンドBLUE FIELD+のドラマーとしてシングル『Girl friend』及びアルバム『A place in the sun』でメジャー・デビュー。シングル2枚、アルバム2枚をリリースする。
- 1996年のバンド解散後はaccess、Iceman、コタニキンヤ、T.M.Revolution等のツアー、レコーディングに参加する傍ら、1998年には村田有希生、後藤孝顕、小林勝とのバンドthe cimonsのドラマーとしてアルバム『HYNUMBER』をリリース。
- 2000年には自身のソロユニットaidma Peakとしてアルバム『Gentlemen at Work』をリリース。
- 作曲家・編曲家としてAKB48、petit milady等に楽曲を提供している。

## 主な楽曲提供
- 内田彩
  - 「Merry Go」（作曲）
- AKB48
  - 「Overtake」（作曲）
  - 「スイート&ビター」（作曲）
- 串田アキラ・五條真由美
  - 「勇気バクレツ」（作曲）
- 黒田倫弘
  - 「Jump'n Dash」（作曲）
  - 「Mr.Tomorrow」（作曲）
- 小桃音まい
  - 「愛デス♡」（作曲・編曲）
  - 「アブラカダブラン♪」（作曲・編曲）
  - 「ピンクのヒミツ」（作曲・編曲）
- 佐々木喜英
  - 「VENUS」（作曲）
  - 「VERTICORDIA 〜別れの歌〜」（作曲）
- 貴水博之
  - 「Celebratory Sky」（作曲）
- にゅるズ
  - 「はじまりは隣の席でした」（作曲）
- petit milady
  - 「100%サイダーガール」（作曲）
  - 「ドキ♡ドキド」（作曲）
  - 「Fortune Future!」（作曲）
  - 「パレーディア」（作曲）
- 宮田幸季
  - 「白鳥ブリコラージュ」（作曲）
  - 「1秒後の未来」（作曲）
- 山崎エリイ
  - 「アリス＊コンタクト」（作曲）
- 直田姫奈
  - 「ラベンダー・ブルー」（作曲・編曲）

## ライブサポート・レコーディング
- microstar
- Iceman
- access
- 浅倉大介
- 木村由姫
- 黒田倫弘
- コタニキンヤ.
- 貴水博之
- T.M.Revolution
- 平川地一丁目
- petit milady（※バックバンド「リアジュボーン」として）
- 直田姫奈